# یانچنگ
یانچنگ (به لاتین: Yancheng) یک شهر مرکزی در جمهوری خلق چین است که در جیانگسو واقع شده است.

## خصوصیات
یانچنگ ۱۶٬۹۲۰٫۸۳ کیلومترمربع مساحت و ۷٬۲۶۰٬۲۴۰ نفر جمعیت دارد.